# Герберт Аптекер
Ге́рберт Апте́кер (англ. Herbert Aptheker; 31 липня 1915 — 17 березня 2003) — історик і громадський діяч США. Комуніст.

## Діяльність
Написав низку праць з історії:
- «Негри в громадянській війні» (1938),
- «Документальна історія негритянського народу в Сполучених Штатах» (1951) тощо.
- «Лауреати імперіалізму» (1954)

1959 вийшов 1-й том його 12-томної історії США — «Колоніальний період».
Герберт Аптекер — редактор теоретичного журналу Комуністичної партії США «Політікл афферс» («Political Affairs»).